# 三一教堂 (奧斯陸)

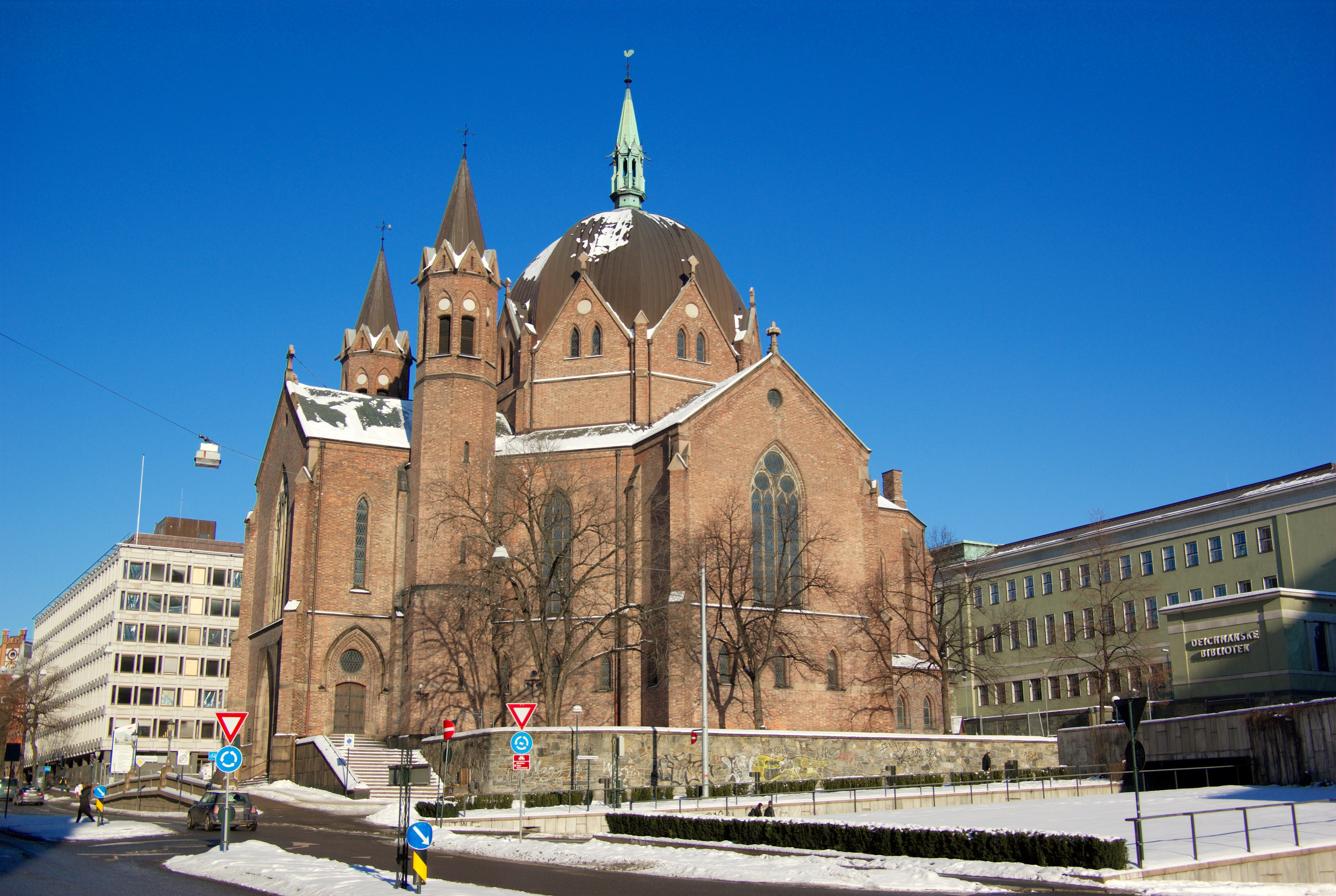
三一教堂外觀

三一教堂（挪威語：Trefoldighetskirken）是位於挪威奧斯陸市中心的一座教堂，這座教堂是奧斯陸最大的教堂之一，擁有1000個座位。教堂由紅磚建造而成，而穹頂部分則略帶灰色。挪威有眾多八角形教堂，三一教堂也是其中之一，但由紅磚建造的八角形教堂並不多見。三一教堂竣工於1858年。

## 外部連結
- Official website in Norwegian（页面存档备份，存于）